# Celles-sur-Plaine
 Celles-sur-Plaine  es una población y comuna francesa, en la región de Lorena, departamento de Vosgos, en el distrito de Saint-Dié-des-Vosges y cantón de Saint-Dié-des-Vosges-Est.

## Demografía
| 1022 | 961 | 1030 | 934 | 843 | 840 |
| Para los censos de 1962 a 1999 la población legal corresponde a la población sin duplicidades (Fuente: INSEE [Consultar]) |     |      |     |     |     |